# Franciszek Maryański
Franciszek Maryański (ur. 28 marca 1869 w Praszce, zm. 6 lipca 1933 w Skolimowie) – polski mistrz krawiecki, działacz społeczny i cechowy, polityk, poseł na Sejm III kadencji w II RP z ramienia Stronnictwa Narodowego.

## Życiorys
Był synem szewca Piotra Maryańskiego i Agnieszki z Krankowskich. Pochodził z rodziny mieszczańskiej. Po skończeniu kursów czeladniczych zaczął pracować jako mistrz krawiecki.
Był współorganizatorem Bursy Rzemieślniczej dla Terminatorów. W 1906 roku był współzałożycielem, a następnie wieloletnim prezesem Związku Rzemieślników Chrześcijan w Rzeczypospolitej Polskiej. Był również prezesem Rady Nadzorczej Banku Spółdzielczego i Centralnego Towarzystwa Rzemieślniczego RP oraz członkiem Rady Nadzorczej Towarzystwa Popierania Życia Narodowego „Rozwój”. Członek i wiceprezes Towarzystwa Przyjaciół Skolimowa i Chylic. Pełnił funkcję sędziego III Gniazda Polskiego Towarzystwa Gimnastycznego „Sokół”. Zaangażował się w działalność kolejno: Związku Ludowo-Narodowego, Obozu Wielkiej Polski i Stronnictwa Narodowego. Od 1928 piastował stanowisko członka Komitetu Organizacyjnego Stronnictwa Narodowego. Był również prezesem Okręgu Stołecznego SN. Uzyskał mandat posła Sejmu III kadencji z listy nr 4 (Lista Narodowa) w okręgu wyborczym nr 1 (Warszawa).
Zmarł 6 lipca 1933 roku w Skolimowie. Przyczyną śmierci była ciężka grypa, na którą chorował od kilku miesięcy. Mandat po nim objęła Zofia Zaleska.